# Josep Lluís Trapero
Josep Lluís Trapero Álvarez (Santa Coloma de Gramanet, 1965) es un policía español con graduación de Mayor de los Mozos de Escuadra (policía autonómica de Cataluña), actual director general del cuerpo. También ejerció como jefe del mismo en 2017 y entre 2020 y diciembre de 2021.

## Trayectoria
Formado en la Escuela de Policía de Cataluña, donde ingresó en 1989, empezó como agente en 1990 y más adelante, en 2006, se licenció en Derecho en la Universidad Abierta de Cataluña. Completó sus estudios con un posgrado en Seguridad Pública y con cursos en criminalidad informática, blanqueo de capitales y financiación del terrorismo, incluyendo una estancia en 2012 en la academia del FBI, con el curso Latin American Law Enforcement Executive Development Seminar (LALEEDS).
Trapero fue agente del Área Básica Policial de Gerona y también de Viella (Lérida), donde se encargaba de la Oficina de Denuncias. También tuvo responsabilidades en el Centro Penitenciario Quatre Camins. Más tarde, en Blanes (Gerona) y Figueras (Gerona), se ocupó del Grupo de Investigación hasta especializarse en esta materia, que ha desarrollado en la Región Policial de Gerona, en la Región Metropolitana Norte, en la Comisaría General Territorial en Barcelona y en la Región Policial Metropolitana (Barcelona). En 2008 fue Jefe de la División de Investigación Criminal, CGIC. Un año más tarde, ocupó el cargo de subjefe de la Comisaría General de Investigación Criminal para pasar a ser el jefe en enero de 2012, cargo que ocupó hasta ser nombrado comisario en jefe. Ha impartido clases tanto en la Universidad Autónoma de Barcelona como en la Universidad de Barcelona.
En 2013 fue nombrado comisario de los Mozos de Escuadra y cuatro años después, en 2017, Mayor de los Mozos, la más alta categoría del cuerpo policial y que sólo él posee en la actualidad. Se dio a conocer en los medios generalistas durante la gestión de los atentados de Barcelona y Cambrils de 2017. En aquella fecha, a las 11 de la noche, horas después del atropello en las ramblas, en una conferencia respondió: "No prevemos que pueda haber un ataque [terrorista] de forma inminente" a la pregunta de un periodista de si podía volver a suceder. Tan solo 2 horas después cinco de los terroristas intentaron atropellar y apuñalar a personas en Cambrils, muriendo esos 5 terroristas y una mujer. 
Era el máximo cargo policial catalán durante la campaña previa y la realización del referéndum de independencia del 1 de octubre de 2017, hechos por los que se le abrió una causa judicial y posteriormente se le absolvió.
El 26 de agosto de 2024 fue nombrado director general de la Policía catalana por el nuevo gobierno de Salvador Illa.

## Causas judiciales
El 4 de octubre de 2017, Trapero fue llamado a declarar en la Audiencia Nacional como imputado por un presunto delito de sedición en el contexto de las investigaciones sobre el referéndum de independencia de Cataluña de 2017. Días después, el 28 de octubre de 2017 fue cesado por el Gobierno español en la plaza de la categoría de Mayor de la Escala Superior del Cuerpo de Mozos de Escuadra, en aplicación del artículo 155 de la Constitución española, lo que suponía su cese como jefe del cuerpo policial.
El 23 de febrero de 2018, la jueza de la Audiencia Nacional Carmen Lamela, citó como imputado a Josep Lluís Trapero Álvarez como responsable de los Mozos de Escuadra por las órdenes dadas durante los días previos y el mismo día del referéndum de independencia de Cataluña de 2017, y citó como testigo Ferran López, comisario de los Mozos que sustituyó a Trapero.
En abril de 2018 Lamela cerró la instrucción y ordenó el procesamiento de Trapero, Pere Soler y del número dos de Joaquim Forn, Cèsar Puig, así como de la intendente Teresa Laplana por sedición. Lamela defendía que Trapero, Soler y Puig formaron parte de una organización criminal liderada por Puigdemont.
Con objeto de finalizar la fase procesal de instrucción, la Sala de lo Penal de la Audiencia Nacional en su auto de procesamiento del 27 de junio de 2018 atribuyó a Trapero dos delitos de sedición y uno de organización criminal; a los jefes políticos de Trapero, Soler y  Puig, un delito de sedición y otro de organización criminal; y, finalmente, a la intendente Teresa Laplana, el delito de sedición.
Como parte de la celebración del juicio a los líderes del proceso independentista catalán, Trapero fue llamado a declarar en calidad de acusado. La fiscalía pidió una pena de 11 años de prisión e inhabilitación para el Mayor de los Mozos de Escuadra. Durante sus declaraciones ante el máximo órgano judicial ha acusado al expresidente de la Generalidad de Cataluña, Carles Puigdemont, confesando tener un plan alternativo para su detención.